# أكمية مدهشة
أكمية مدهشة (الاسم العلمي:Aechmea spectabilis) هي نوع من النباتات تتبع جنس الأكمية من الفصيلة البروميلية.